# Hengchunia murtus
Hengchunia murtus är en insektsart som beskrevs av Webb och Heller 1990. Hengchunia murtus ingår i släktet Hengchunia och familjen dvärgstritar. Inga underarter finns listade i Catalogue of Life.